# Hertog van St Albans

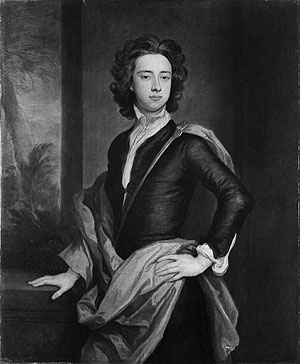
Charles Beauclerk, de eerste hertog van St Albans (ca. 1690).

Hertog van St Albans (Engels: Duke of St Albans) is een Engelse adellijke titel. 
De titel hertog van St Albans werd gecreëerd in 1684 door Karel II voor zijn bastaardzoon Charles Beauclerk, 1e graaf van Burford. De titel is nog steeds in het bezit van de familie Beauclerk.

## Hertog van St Albans (1684)
- Charles Beauclerk, 1e hertog van St Albans (1684–1726)
- Charles Beauclerk, 2e hertog van St Albans (1726–1751)
- George Beauclerk, 3e hertog van St Albans (1751–1786)
- George Beauclerk, 4e hertog van St Albans (1786–1787)
- Aubrey Beauclerk, 5e hertog van St Albans (1787–1802)
- Aubrey Beauclerk, 6e hertog van St Albans (1802–1816)
- Aubrey Beauclerk, 7e hertog van St Albans (1816)
- William Beauclerk, 8e hertog van St Albans (1816–1825)
- William Beauclerk, 9e hertog van St Albans (1825–1849)
- William Beauclerk, 10e hertog van St Albans (1849–1898)
- Charles Beauclerk, 11e hertog van St Albans (1898–1934)
- Osborne Beauclerk, 12e hertog van St Albans (1934–1964)
- Charles Beauclerk, 13e hertog van St Albans (1964–1988)
- Murray Beauclerk, 14e hertog van St Albans (1988-)